# Volodarsky (huyện của Astrakhan)
Huyện Volodarsky (tiếng Nga: ? райо́н) là một huyện hành chính tự quản (raion), của Tỉnh Astrakhan, Nga. Huyện có diện tích 2932 kilômét vuông, dân số thời điểm ngày 1 tháng 1 năm 2000 là 49400 người. Trung tâm của huyện đóng ở Volodarsky.